# 한교원
한교원(韓敎元, 1990년 6월 15일 ~ )은 대한민국의 축구 선수로 현재 충남 아산 FC에서 오른쪽 윙어, 왼쪽 윙어, 센터포워드로 활동 중이다.

## 구단 경력

### 인천 유나이티드
2011 시즌을 앞두고 실시된 드래프트에서 인천 유나이티드에 5순위로 지명되며 프로에 전격 입단한 뒤 2011년 K리그 개막전 교체 명단에 이름을 올렸으나 그라운드까지는 밟지 못했다.
그러나 1달 후인 4월 3일 경남 FC와의 4라운드 경기에서 프로 데뷔 무대를 밟았고 포항 스틸러스와의 5라운드에선 유병수의 동점골을 어시스트하며 프로 데뷔 첫 공격포인트를 올렸으며 광주 FC와의 11라운드 경기에서는 프로 데뷔골까지 터뜨리는 등 2013 시즌까지 공식전 98경기 15골 6어시스트를 기록하며 인천의 중원을 확실히 책임졌다.

### 전북 현대 모터스 1기
2013 시즌이 끝난 뒤 2014 시즌을 앞둔 1월 5일 전북 현대 모터스의 유니폼으로 갈아입었고 이후 부산 아이파크와의 개막전에서 전북 현대에서의 데뷔전을 치르자마자 데뷔골을 터뜨리는 등 2014 시즌 공식전 42경기 13골 3어시스트로 맹활약하며 5년만의 리그 우승 진출에 기여했다.
물론 2015 시즌에서도 공식전 33경기 2골 4어시스트의 준수한 성적을 기록하며 팀의 리그 2연패에 일조하긴 했지만 친정팀인 인천 유나이티드와의 2015년 K리그1 12라운드 경기에서 상대 선수인 박대한을 주먹으로 가격하며 구설수에 올랐고 이후 프로축구연맹으로부터 리그 6경기 출장 정지와 벌금 600만원이라는 징계를 받았다.

### 화성 FC
2017년 1월 베트남 전쟁 참전 용사였던 아버지의 영향으로 병역법에 의거하여 국가유공자의 자녀로서 K3리그 어드밴스의 화성 FC에 입단하여 6개월간 11경기 2골 3어시스트를 기록한 뒤 같은 해 7월 사회 복무를 마치고 전역했다.

### 전북 현대 모터스 2기
화성 FC에서의 반년간의 사회 복무를 마치고 전역한 후 전북으로 복귀한 뒤 2017 시즌 공식전 13경기를 소화하며 전북의 2년만의 리그 우승에 기여했고 현대가 더비 라이벌인 울산 현대와의 2018년 K리그1 개막전에서 후반 40분 이동국의 패스를 득점으로 연결시키며 2-0 완승을 이끌었다.
이후 현재까지 전북의 리그 5연패, 2020년과 2022년 FA컵 우승, 2022년 K리그1 준우승 등에 기여하며 전북의 핵심 미드필더로 활약을 이어나가고 있다.

## 국가대표팀 경력

### 대한민국 A대표팀
2014년 8월 25일 발표된 국제 A매치 2연전 출전 명단에 이름을 올리며 처음으로 국가대표팀 명단에 합류한 이후 9월 5일 열린 2011년 코파 아메리카 4위팀인 베네수엘라와의 친선 경기에서 대표팀 선배 이청용과의 교체 투입을 통해 A매치 데뷔전을 치렀고 같은 해 11월 14일 열린 중동의 복병 요르단과의 친선 경기에서 A매치 데뷔골을 신고하며 팀 승리에 기여했다.
이후 이듬해에 열린 2015년 AFC 아시안컵 본선 최종 엔트리에 이름을 올린 뒤 오만과의 A조 조별리그 1차전에서 부상당한 이청용을 대신해 교체로 투입되며 메이저 대회 데뷔전을 치렀고 이청용이 심각한 부상에 발목이 잡혀 대회 도중 하차하면서 홈팀 호주와의 A조 조별리그 최종전에서는 선발로 출전했다.

## 수상

### 구단
전북 현대 모터스
- K리그1 : 우승 (2014, 2015, 2017, 2018, 2019, 2020, 2021), 준우승 (2016, 2022)
- 코리아컵 : 우승 (2020, 2022)
- FC 챔피언스리그 : 우승 (2016)

### 국가대표팀
대한민국
- AFC 아시안컵 : 준우승 (2015)

### 개인
- K리그 베스트 11 : 2014, 2020